# Caspiohydrobia elongata
Caspiohydrobia elongata е вид охлюв от семейство Hydrobiidae.

## Разпространение
Видът е разпространен в Казахстан и Таджикистан.